# Coupe d'Italie de football 1969-1970
Navigation
Coupe d'Italie 1968-1969 Coupe d'Italie 1970-1971
La Coupe d'Italie de football 1969-1970, est la 23e édition de la Coupe d'Italie.

## Déroulement de la compétition
La compétition se déroule suivant le même format que la saison précédente. Au premier tour, les seize équipes de Serie A et les vingt-deux de Serie B sont réparties dans 9 groupes de 4, les équipes se rencontrent une seule fois. Les huit meilleurs premiers de groupe se qualifient pour les quarts de finale, donc un vainqueur de groupe sera éliminé (pour cette édition la Juventus et l'US Foggia étant à égalité de point il fallut jouer un match décisif qui sera remporté 2 à 1 par les Turinois).
Après les quarts de finale, les quatre vainqueurs jouent dans un mini-championnat en match aller et retour. Le vainqueur remporte la Coupe d'Italie, il n'y a donc pas de finale.

### Quart de finale
| Équipe      | Aller | Total  | Retour | Équipe      |
| ----------- | ----- | ------ | ------ | ----------- |
| AS Roma     | 0 - 1 | 0 - 3  | 0 - 2  | US Cagliari |
| Fiorentina  | 0 - 0 | 0 - 1A | 0 - 0  | Varese FC   |
| Inter Milan | 1 - 0 | 2 - 3A | 0 - 1  | Torino      |
| Juventus    | 0 - 0 | 0 - 1A | 0 - 0  | FC Bologne  |

A : Si après les deux rencontres les équipes sont à égalité un troisième match est joué sur terrain neutre.

### Groupe final
Les quatre vainqueurs des quarts de finale se retrouvent dans un mini-championnat où ils se rencontrent deux fois. Le vainqueur gagne la Coupe d'Italie.
| Rang | Équipe      | Pts | J | G | N | P | Bp | Bc | Diff |
| ---- | ----------- | --- | - | - | - | - | -- | -- | ---- |
| 1    | FC Bologne  | 9   | 6 | 4 | 1 | 1 | 11 | 2  | +9   |
| 2    | Torino      | 8   | 6 | 4 | 0 | 2 | 9  | 7  | +2   |
| 3    | US Cagliari | 5   | 6 | 1 | 3 | 2 | 5  | 9  | -4   |
| 4    | Varese FC   | 2   | 6 | 0 | 2 | 4 | 3  | 10 | -7   |

Le FC Bologne remporte sa première Coupe d'Italie.